# Octodon lunatus
Octodon lunatus là một loài động vật có vú trong họ Octodontidae, bộ Gặm nhấm. Loài này được Osgood mô tả năm 1943.